# Marshall Manesh
Marshall Manesh, również Marshal Manesh i Masha Manesh (ur. 16 sierpnia 1950 w Meszhedzie) – irańsko-amerykański aktor filmowy i telewizyjny. Występował jako Ranjit w serialu Jak poznałem waszą matkę.

## Życiorys
Urodził się 16 sierpnia 1950 w Meszhedzie. W latach siedemdziesiątych XX wieku wyemigrował do Stanów Zjednoczonych.
Występował w takich filmach jak: Prawdziwe kłamstwa (1994), Żyleta (1996), Czarodziej Kazaam (1996), Big Lebowski (1998), Kasa albo życie (2002), Showtime (2002), Hidalgo – ocean ognia (2004), Przetrwać święta (2004), Szansa na sukces (2004), Piraci z Karaibów: Na krańcu świata (2007), Wiadomości bez cenzury (2008), Rok pierwszy (2009)  i Przyjaciel do końca świata (2012). Pojawił się w rolach gościnnych w serialach A teraz Susan (1998), Niebieski Pacyfik (1999), Z Archiwum X (1999), Nash Bridges (1999), City of Angels (2000, 3 odcinki), Nowojorscy gliniarze  (2000 i 2003), JAG (2002 i 2005), Orły z Bostonu (2004–2006, 2 odcinki), Ostry dyżur (2009), Skazany na śmierć (2009), Miłość w wielkim mieście (2011), Madam Secretary (2016), Good Girls (2019), Agenci NCIS: Los Angeles (2020).
W latach 1999–2003 pojawił się w 7 odcinkach serialu Will & Grace jako pan Zamir. W latach 2005–2014 wystąpił w roli Ranjita, kierowcy limuzyny, w 21 odcinkach nagradzanego serialu Jak poznałem waszą matkę. W 2007 znalazł się w głównej obsadzie sitcomu Andy Barker, P.I. – wystąpił we wszystkich 6 odcinkach. W 2015 wystąpił w 5 z 10 odcinkach serialu Świat w opałach a rok później pojawił się w 4 odcinkach (na 10) sitcomu Życiowy nieporadnik Coopera Barretta.
W 2010 wcielił się w postać prezydenta Lecha Kaczyńskiego w filmie 5 dni wojny, jednak wszystkie sceny z jego udziałem zostały wycięte z ostatecznej wersji.